# 호놀룰루 미술관

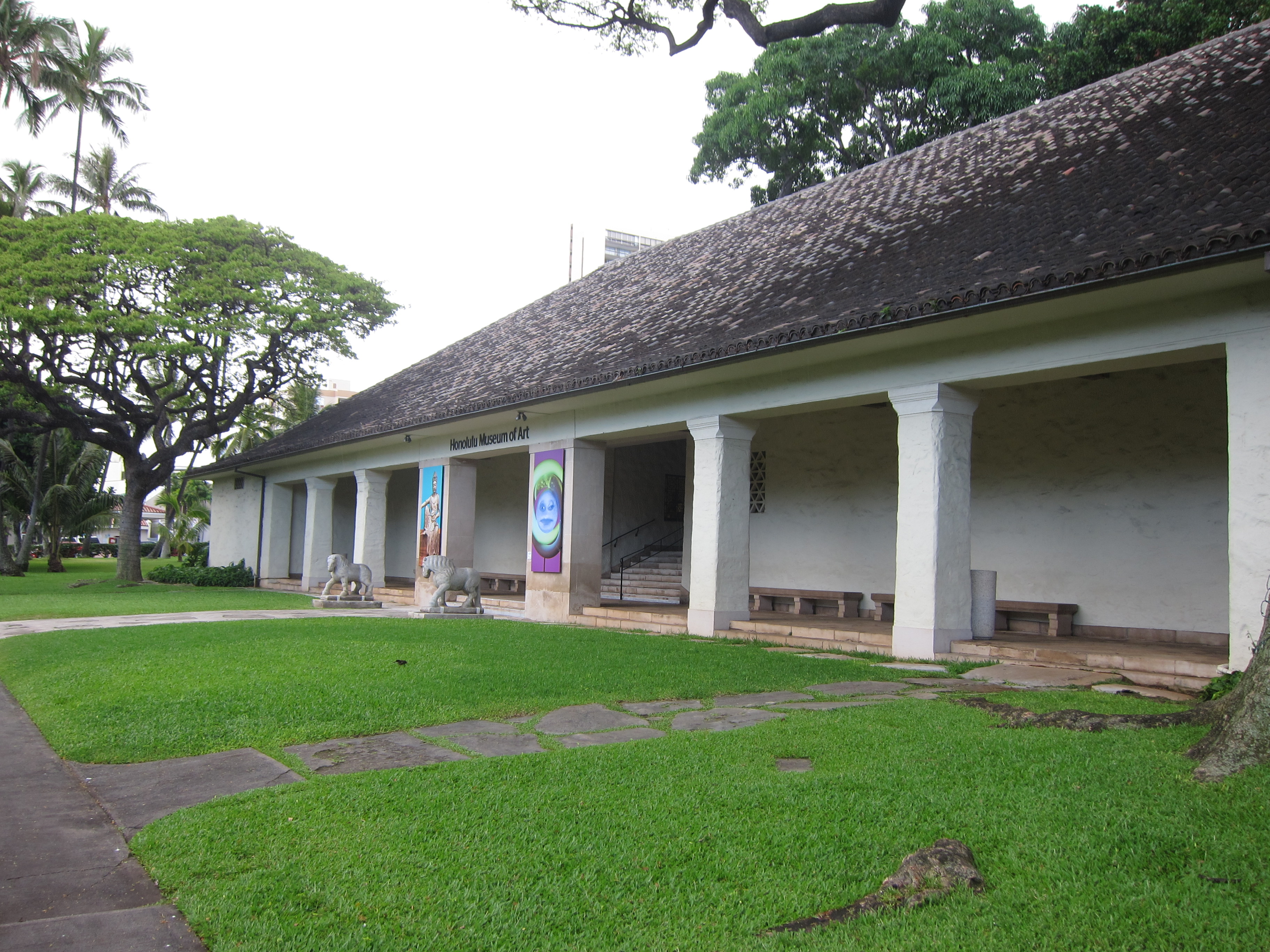

호놀룰루 미술관(Honolulu Museum of Art, 과거 명칭: 호놀룰루 예술학교/Honolulu Academy of Arts)은 베르타니아 거리의 한적한 주택가 한모퉁이에 있는 하와이 최대의 미술관으로 전세계의 미술품이 수집되어 있다. 서구의 미술품과 동양의 미술품으로 크게 구분되어 있으며 다시 시대별, 국가별 27개 부문으로 나뉘어 있다. 이곳의 극장에서는 매일 필름 상영이나 현지 예술인의 작품 발표 등의 행사가 열린다. 아름다운 정원에 카페테라스도 있어서 주말에는 예식장으로도 인기가 있다.
1927년 4월 8일 공식 개장 이후로 예술 작품 컬렉션 수는 50,000개 이상으로 성장하였다.